# Enzo Savorgnan di Brazzà
Enzo Savorgnan di Brazzà, conte di Montaspro (Cormons, 10 ottobre 1910 – Varese, 28 aprile 1945), è stato un prefetto, militare e politico italiano.
È stato consigliere nazionale della Camera dei Fasci e delle Corporazioni e medaglia d'argento al valor militare.

## Biografia
Discendente della nobile famiglia friulana dei Savorgnan, conte palatino, si laureò in Giurisprudenza e in Scienze politiche. Orientato inizialmente verso la carriera diplomatica, ne fu distolto dall'attività politica e dai fatti bellici.
Nel 1935, a 25 anni, si arruolò volontario nel corso della guerra d'Etiopia, con il grado di capitano nella 1ª Divisione Camicie Nere 23 marzo della MVSN.
Nel 1937, ancora volontario di guerra, partecipò alla Guerra di Spagna e nel 1938 fu vice segretario federale del Partito Nazionale Fascista ad Aosta. 
Segretario federale di Trapani dal marzo 1940 al giugno 1943, divenne consigliere nazionale della Camera dei Fasci e delle Corporazioni.

### Nella seconda guerra mondiale
Nel giugno 1940, all'entrata dell'Italia nella Seconda guerra mondiale, partì per il fronte greco-albanese con il grado di capitano nella 21ª Divisione fanteria "Granatieri di Sardegna".
Nel corso della carriera militare Savorgnan ottenne una medaglia d'argento al valor militare, due di bronzo e tre Croci di guerra. Con l'approssimarsi del fronte rientrò nel suo incarico a Trapani dove assistette al bombardamento del 6 aprile 1943. In quei mesi sposò la figlia del luogotenente generale della Milizia Enrico Francisci, Fernanda.
Infine, dal 2 al 25 luglio 1943, è segretario federale del PNF di Verona dove porterà Francesco Panitteri come capo della segreteria politica.

### Adesione alla RSI
Richiamato in servizio nei Granatieri di Sardegna dal governo Badoglio, dopo l'armistizio dell'8 settembre, ritornò a Verona dove contribuì a riaprire la federazione fascista. Aderì alla Repubblica Sociale Italiana e fu nominato prima Capo della Provincia (Prefetto) di Reggio Emilia (25 ottobre 1943 - giugno 1944), poi di Varese (ottobre 1944 - aprile 1945).

#### Capo della Provincia a Reggio Emilia
Il 15 settembre 1943 a Reggio Emilia fu ricostituita la federazione fascista repubblicana di cui fu nominato federale reggente Dante Torelli e sostituito il 30 da Giuseppe Scolari. Torelli ne divenne il vice. Fu rapidamente ricostituita la MVSN con i reduci del 79° Battaglione M che era ritornata decimata dalla campagna di Russia e il 25 ottobre si insediò anche Savorgnan che sostituì il reggente Luigi Gardini.
Dopo l'uccisione a Cavriago del colonnello Giovanni Fagiani della MVSN, avvenuta il 14 dicembre 1943, appoggiato dagli altri dirigenti del PFR di Reggio Emilia, Savorgnan  riuscì ad impedire ogni rappresaglia e operò per far rilasciare tutti i rastrellati di quei giorni attirandosi le critiche dei fascisti più estremisti. A seguito di questo omicidio fu divulgato per la città la minaccia di ricorrere alla rappresaglia in caso di uccisioni di altri fascisti. Fagiani fu sostituito dal seniore della MVSN Silvio Margini
Il 27 dicembre mentre aspettava il treno alla stazione ferroviaria fu ucciso dai partigiani il segretario comunale di Bagnolo in Piano Davide Onfiani Secondo la testimonianza di Amilcare Bedogni che aderì poi al movimento partigiano, Savorgnan, giunto presso la camera ardente esclamò "Basta! Basta! Questa è la goccia che fa traboccare il vaso". Secondo le testimonianze rese nel dopoguerra dai superstiti della federazione fascista, tra cui Panitteri, Savorgnan rientrato in serata alla federazione fu affrontato dagli elementi estremisti che reclamavano la rappresaglia. Nella notte Savorgnan contattò i responsabili tedeschi affinché facessero desistere gli estremisti dalla rappresaglia e il comandante della MVSN Silvio Margini perché almeno si formasse un regolare tribunale militare: Fu riunito un tribunale clandestino, che decise arbitrariamente l'uccisione dei sette fratelli Cervi assieme a Quarto Camurri.
La sanguinosa rappresaglia, decisa senza regolare processo, contribuì notevolmente ad alzare il livello dello scontro tra Resistenza e fascisti. 
La morte del milite Gino Orlandi il 18 gennaio in una sparatoria e del caposquadra della GNR Angelo Ferretti in un'azione gappista mentre transitava in bicicletta fece sì che Savorgnan convocasse un altro "tribunale speciale" che poi condannò alla fucilazione don Pasquino Borghi e altri otto partigiani reggiani da eseguirsi il 30 gennaio 1944.

#### Capo della Provincia a Varese
Nel giugno 1944 Savorgnan fu sostituito a Reggio Emilia dal nuovo capo della Provincia Almo Vanelli e assunse la guida della provincia di Varese il 18 agosto sostituendo Mario Bassi. Proprio pochi giorni prima di assumere il nuovo incarico una strage nazista aveva colpito duramente la popolazione di Borgo Ticino. La notizia della strage di Borgo Ticino aveva provocato le accese proteste di Savorgnan presso il ministero dell'Interno. Alcune fortunate operazione della Guardia Nazionale Repubblicana e della XVI Brigata Nera "Dante Gervasini" di Varese portarono al fermo di numerosi partigiani democristiani che si riteneva avessero operato attentati contro le strutture industriali e militari.
Il sabotaggio ad una centralina elettrica di Gemonio aveva provocato l'anticipazione del coprifuoco alle 20.00 e la chiusura dei locali pubblici.   
Già nella prima metà di novembre i partigiani ripartirono comunque all'attacco così a Travedona-Monate uccisero nella sua abitazione il vice federale del PFR di Milano Gianni Locatelli insieme alla moglie Elvira. Così il 24 novembre Savorgnan fece pubblicare su tutti i giornali della provincia la minaccia di ricorrere a rappresaglie nel caso che le violenze o i sabotaggi partigiani non fossero finiti:
(Enzo Savorgnan di Brazzà nel bando del 24 novembre 1944)
Il 19 novembre fu fucilato un partigiano e il 12 dicembre una contadina che aveva ospitato dei partigiani nella sua cascina. Il 5 gennaio 1945 nel corso di un rastrellamento furono uccisi cinque partigiani da parte del Battaglione Azzurro dell'Aeronautica. Nel frattempo, anche a causa dell'afflusso di profughi da Milano, la situazione alimentare in città peggiorava sempre rendendo introvabili diversi generi alimentari come la farina e la carne, pertanto Savorgnan aveva ordinato che tutti i ristoranti cittadini - anche quelli più rinomati - si trasformassero in "mense di guerra" con prezzi fissi.. Si tratta però di una misura di facciata, che non riesce a incidere sulle reali condizioni di vita della popolazione.
Nella primavera 1945 Savorgnan emise nuovi dispacci, in uno di questi ordinò "di reagire con forza e vigore alle proditorie uccisioni di fascisti che si sono intensificate anche contro donne in questi giorni. Anche alle donne del campo avversario che, con tanto veleno e ferocia, operano contro di noi applicate il rigore della legge".
Il 23 aprile 1945 fu sostituito nell'incarico dal nuovo capo della Provincia, il trentunenne Paolo Della Bella, ex dirigente del GUF varesotto.

### Gli ultimi giorni
Savorgnan il 25 aprile 1945 fu catturato a Varese dai partigiani e fu ucciso il 28, insieme al federale del PFR di Varese Leopoldo Gagliardi e al commissario Corrado Belluomo.